# Опсада Ктесифона (637)
Опсада Ктесифона одиграла се у од јануара до марта 637. године између снага Сасанидског царства и Рашидунског калифата. Ктесифон који је био смештен на источној обали реке Тигар, представљао је један од највећих и најчувенијих  градова Персије, био је царска престоница Партског и Сасанидског царства. Муслимани је пошло за руком да освоје Ктесифон и тиме окончају персијску власт над Месопотамијом.

## Увод
Након убедљиве победе муслимана у бици код Кадисије, рашидунски калиф Омар  одлучио је да сада наступио прави час за освајање  престонице Сасанидског царства Ктесифона. Знао је да ће Персијанци докле год држе контролу над својим главним градом задржати могућност да пре или касније поново организују нови контранапад. Омар је тада издао наређење Саду ибн Аби Вакасу, војсковођи и муслиманском заповеднику Ирака, да са својим снагама крене маршем ка Ктесифону.
У децембру 637. године Сад је кренуо ка Ктесифону са војском Рашидунског калифата која је бројала 15 000 људи. Сасанидски шашаншах (шах) Јездигерд III плашећи се непријатељке инвазије, брзо је деловао након што је примио вести од својих шпијуна. Затим је распоредио одреде војника у граду и дуж пута који је водио до Ктесифона како би успорио напредовање непријатеља и стекао довољно времена за успостављање потребних одбрамбених положаја. Када је Сад сазнао за сасанидске одреде на главном путу који је водио  до Ктесифона, одлучио је да повећа покретљивост своје војске; тако је Сад поделио остатак своје војске у четири дела, под командом 'Абд Алах бин Мутима, Шурахбил бин ел Симта, Хашим ибн Утбе и Халид бин Урфута. А сам Сад се разместио у састав  друге војске. Зухра ибн ел Хавија ел Тамими  преузео је  вођство над предходницом војске, састављене искључиво од коњице, и добио  наређења да се брзо крећe током  свог пута ,према главним одбрамбеним положајима непријатеља дуж пута до Ктесифона. На том месту је могао  доћи у ситуацију да се мора сукобити са  значајним сасанидским одредима, а ако би његове снаге наишле на велику концентрацију сасанидске војске, он је онда морао да сачека помоћ највећег дела муслиманске војске сачињене од  Арапа.
Зухра је напустио главнину војске, кренуо напред и заузео Наџаф, где је очекивао да ће га стићи остале трупе. Затим је прешао Еуфрат и наставио путем до Ктесифона. Чекао је у Бурсу, после победе у бици код Бурса, на десној обали Еуфрата, да га већина муслиманских трупа стигне. Следећи корак био је Вавилон, на супротној обали Еуфрата, утврђени града, за који се знало да код њега постоји велика концентрација сасанидских снага. Битка код Вавилона била је стратешки важна и била је кључна за приступ области позатој као Савад, територији између Тигра и Еуфрата.
Средином децембра 636. године, муслимани су стигли до Еуфрата и улогорили се изван Вавилона. Каже се да су сасанидским снагама у Вавилону командовали Пируз Хозроје, Хормузан, Михран Рази и Нахираган. Хормузан се повукао са својим снагама у своју провинцију Ахваз, након чега су други персијски генерали вратили своје јединице и повукли се на север.
Након повлачења сасанидских снага, становници Вавилона су се формално предали. Обезбеђена им заштита по нестандарним условима за плаћања џизије. Неки од њих сарађивали су са муслиманским снагама које су однеле победу против Сасанида и обезбедили им врло вредне имформације о распореду персијских снага. Прича се да су за изградњу путева и мостова били ангажовани и неки инжињери из Вавилона. Док је главнина муслимана била прикупљена у Вавилону, Зухра је добио наређење од Сад ибн Аби Вакаса да настави да даље прогони Сасаниде који су се повукли из града ,пре него што буду успели да се поново прикупе негде другде и супротставе тако што ће му пружити нови отпор. Арапско-муслиманска предходница је по наређењу Зухре напала Персијце и ударила у њијхову позадину код Суре, пробивши сасанидске редове и натерала их да се повуку у Деир Каб. Зухра је потом кренуо на Деир Каб, где је победио сасанидски одред, пружајући заштиту народу под истим условима који су одобрени становницима Вавилона.
Почетком јануара 637. муслиманска предходница Зухре стигла је до Кута, седамнаест километара од Ктесифона, где су Персијанци последњи пут покушали да се супротставе Арапима. Сасанидски одред имао је међу својим припадницима дехкана, по имену Шахриар, кога је у двобоју убио муслиман који је вероватно припадо елитним Мубаризунима.
У другој седмици јануара 637. муслиманска предходница стигла је до Сабаха (Валашабад), на 7 км. о престоници Сасанида, а да при томе није наишла ни на један персијски гарнизон, иако су они тамо обично боравли. Становништву је дата заштита под истим условима а то је било плаћање џизије. Муслимани су тада заузели цело подручје до улаза у Ктесифон.

## Опсада Бухурасира
Град Ктесифон је био  резултат два различита урбана центра, толико да су га Арапи звали "ел-Мада'ин" или градови. Главни се налазио на источној обали Тигра, док је западни део био познат као Бахурасир (Вех Ардашир / Селеукија). 
Напредовање муслимана кроз Ктесифон било је одложено због одвојености путева који су водили у ову престоницу. Ово је Јездигерду III дало довољно времена да се припреми за одбрану града. Очекивало се да ће муслимани следити традиционални пут ка Ктесифону и појавити се на страни Бахурасира. Знајући то, град се добро припремио за одбрану, припремајући дубок ров око обода престонице. Како се арапска предходница приближавала Бахурасиру, персијски гарнизони су избацивали велико камење и громаде са својим балистичким справама и катапултима. Муслимани су се повукли изван домета пројектила и опсели град. Опсада је почела у јануару 637. и трајала два месеца. Бахурасир је обезбеђивао залихе својој околини, иако је и сам са друге стране Тигра примао испоруке хране од Ктесифона. Муслимани су по први пут почели да допремају опсадну опрему коју су им пружили персијски инжењери који су прихватили исламску власт.
У марту 637., сасанидски гарнизон је извучен  из града у одлучном покушају да пробије опсаду. Према извештајима, сасанидске снаге предводио је лав, који је био посебно обучен за рат, који је брзо напредовао према муслиманским линијама, запрепастивши коње, који су у страху побегли. Каже се да је Хашим ибн Утба потрчао према животињи и задао јој ударац тако добро да је одмах пала мртава. Сад бин Аби Вакас је напредовао и пољубио Хашима у чело, дивећи се његовом невиђеном чину храбрости. Иако не знају ко је командовао сасанидским снагама, муслимански хроничари кажу да је персијски заповедник убијен у дуелу са Зухром. Касније, исте вечери, Зухра је повређн стрелом, па је тако херој марша на Ктесифон и умро. Био је испраћен са свим војним почастима.
Након што су борбе заустављене, један персијски посланик је отишао у муслимански логор са поруком сасанидског шаханшаха (шах). Речено је да је изасланик рекао:
Наш цар вас пита да ли бисте заговарали мир заснован на чињеници да Тигар функционише као линија разграничења између вас и нас, тако да оно што се простире на истоку од нас остаје наше, а западно буде ваше, ако ово не удовољи вашој глади, ништа вас не може задовољити.
Сад бин Аби Вакас, је међутим, инсистирао  на уобичајеним условима плаћања џизје од стране предатих особа или мач, односно на крајњој борби на живот и смрт. Сасаниди су одабрали мач.
Док су затварале Ктесифон ради сопствене одбране, сасанидске снаге и становници Бахурасира  напустили су већину града наредног дана, уништивши за собом све мостове на реци Тигар. Уклонили су сваки брод са западне обале реке и усидрили их на источној обали. Ктесифон су од његовог јужног краја пратиле природне баријере коју је направио Тигар, док је око остатка предграђа ископан ров. Када су муслимани окупирали Бахурасир, град је био празан.

## Пад Ктесифона
Након заузимања Бахурасира само је река Тигар у ширини од 750 метара раздвајала муслимане од Ктесифона. Међутим, река је набујала а муслимани нису имали чамаца којима би прешли на другу обалу. Сасанидским снагама код Ктесифона заповедали су војсковође Михран и Фарухзад, брат војсковође Ростама Фарохзада, који је убијен у бици код Кадисије.
Персијски добровољци који су прихватили муслиманску власт показали су Саду једно место које се налазило низводно на коме је могла да се пређе река, али није било превише сигурно да ће они моћи да изврше такву врсту пребацивања, с обзиром на висок водостај. Следећег јутра Сад је затражио од добровољаца да на коњима пређу реку. Испрва је група од шест ратника добровољаца, по наредби Асима ибн 'Амр ел Тамимија, ушла у реку како би је прешла. Одред сасанидске коњице послат је да их пресретне, тако да  је и он ушао у воде Тигра. У сукобу који је уследио, муслимани су били бољи, коначно ставивши ногу на источну обалу. Прву групу добровољаца одмах су пратиле остале групе коњаника. Пешадија је вероватно такође послата на источну обалу Тигра чамцима који су били привезани на обали.
Сасанидске снаге биле су сувише инфериорне да би пружиле ефикасан отпор муслиманима, па је Ктесифон пао. Предвођене Асимом ибн Амром, муслиманске снаге су ушле у главни град Сасанидског царства. Колоне су ушле у центар града, не наишавши на никакав персијски отпор. Стигли су до Беле палате (Так-и Кисра), седишта персијске власти, и заузеле је. Ктесифон је пао у арапске руке без икакве битке.

## Последице
Након што је заузео град, Сад бин Аби Вакас  је прогласио  амнестију за све преостале Персијанце. Делегација народних представника познавала је услове предаје и морали су да се предају и дају данак у виду џизије. Потписан је споразум о миру и грађани су позвани да се врате својим уобичајеним занимањима. Сад се преселио у Белу палату и успоставио ту своје седиште. У великом унутрашњем дворишту саграђена је џамија.
Шаханшах Јездигерд III се у међувремену  склонио у Хулван, одневши већи део царског блага и све оне драгоцености које је могао да понесе са собом. Тада је Сад послао наоружане колоне у различитим правцима како би пресрео сасанидске избеглице, након чега је огроман плен доспео у руке муслимана. Иако су муслиманске снаге освојиле персијске провинције, дошави чак и до Хузестана, њихов напредак су успорили снажна суша у Арабији 638. и куга на југу Ирака и у Сирији 639. године. Након ових догађаја, калиф Омар одлучио је да реорганизује освојене територије и одлучио да заустави офанзиву. 
Сасаниди су наставили борбу за повраћај изгубљених територија, али њихова моћна војска поражена је у бици за Нахаванд, у којој се борила  у децембру 641. Године 651. , последњи сасанидски шаханшах, Јездигерд III, убијен је у време калифата Османа. Након смрти Јездигерда III, Персијско царство Сасанида је престало  да постоји.

## Белешке
1. 1 2  Some sources indicate that Zuhra ibn Al-Hawiyya managed to live after the siege, then to be killed in a battle fighting for the Umayyad Caliphate against a revolt led by Shabib ibn Yazid al-Shaybani.[2]